# Autobahnkreuz Hegau
Das Autobahnkreuz Hegau (Abkürzung: AK Hegau; Kurzform: Kreuz Hegau) ist ein Autobahnkreuz im Hegau bei Singen am Hohentwiel in Baden-Württemberg. Das Kreuz verbindet die Autobahnen 81 (Würzburg – Stuttgart – Singen – Schweiz) (Europastraße 41), 98 (AK Hegau – Stockach – Friedrichshafen) (Europastraße 54) und die B 33 (AK Hegau – Konstanz – Schweiz).

## Geographie
Das Autobahnkreuz liegt auf dem Gebiet der Stadt Singen im Landkreis Konstanz. Es befindet sich etwa 100 km südlich von Stuttgart, etwa 20 km nordöstlich von Schaffhausen und etwa 30 km nordwestlich von Konstanz.
Die Lage dieses Autobahnkreuzes ist durch den Verlauf der A 81 und die Bebauung im Außenbereich der Stadt Singen festgelegt.
Auf der A 81 trägt das Autobahnkreuz die Anschlussstellennummer 40 und auf der A 98 die Nummer 11.

## Geschichte
Nach den damaligen Planungen sollten sich in diesem Autobahnkreuz die A 98 Basel – Schaffhausen – Singen – Lindau und die A 81 Stuttgart – Singen – Konstanz kreuzen. Dies konnte jedoch nicht in dieser Form realisiert werden, da der Weiterbau der Bodenseeautobahn A 98 in Richtung Lindau aufgegeben wurde und nur bis Stockach realisiert wurde.
Das Teilstück der A 98 vom Autobahnkreuz in Richtung Schaffhausen wurde im Jahr 1977 auf Antrag der CDU im Landtag von Baden-Württemberg in A 81 umbenannt. Die Teilstrecke der damals in Bau befindlichen Weiterführung der A 81 in Richtung Konstanz wurde daraufhin in A 881 und kurze Zeit später in B 33 neu umbenannt. Die Widmung des als A 98 geplanten und gebauten Teilstücks in Richtung Stockach blieb dagegen bestehen.
Anfang der 1990er-Jahre wurde das Autobahnkreuz Singen in Autobahnkreuz Hegau umbenannt.

## Bauform
Das nach Fertigstellung benannte Autobahnkreuz Singen (Arbeitsbezeichnung AK Schlatt) wurde verkehrsorientiert angelegt, das heißt das vorherrschende Verkehrsaufkommen Stuttgart – Singen – Zürich wird „über Eck“ in Richtung Schaffhausen geführt. Auch die Verkehrsbeziehung Stuttgart – Lindau wurde als Hauptverkehrsbeziehung ausgebaut. Dagegen sind die Verkehrsbeziehungen Singen – Lindau, Singen – Konstanz und Konstanz – Lindau jeweils in Richtung und Gegenrichtung untergeordnet.

## Verkehrsaufkommen
| Von             | Nach                         | Durchschnittliche tägliche Verkehrsstärke | Durchschnittliche tägliche Verkehrsstärke | Durchschnittliche tägliche Verkehrsstärke | Anteil Schwerlastverkehr | Anteil Schwerlastverkehr | Anteil Schwerlastverkehr |
| Von             | Nach                         | 2005                                      | 2010                                      | 2015                                      | 2005                     | 2010                     | 2015                     |
| --------------- | ---------------------------- | ----------------------------------------- | ----------------------------------------- | ----------------------------------------- | ------------------------ | ------------------------ | ------------------------ |
| AS Engen (A 81) | AK Hegau                     | 36.200                                    | 36.400                                    | 38.300                                    | 09,6 %                   | 09,8 %                   | 11,3 %                   |
| AK Hegau        | AS Singen (A 81)             | 24.500                                    | 27.200                                    | 29.100                                    | 08,4 %                   | 07,0 %                   | 08,9 %                   |
| AK Hegau        | Autobahnende (A 98)          | 20.300                                    | 22.200                                    | 24.600                                    | 10,7 %                   | 11,3 %                   | 11,6 %                   |
| AK Hegau        | AS Singen/Steißlingen (B 33) | 21.100                                    | 21.400                                    | 23.600                                    | 08,8 %                   | 10,3 %                   | 10,0 %                   |